# アーカンソー中央大学
中央アーカンソー大学（英語: University of Central Arkansas）は、米国アーカンソー州コンウェイに本部を置くアメリカ合衆国の州立大学。1907年創立、1907年大学設置。
学生数において州内2位の規模であり、2008年秋の時点で12,959人。学生や州の住民からは略称のUCA、またはBears、Sugar Bearsなどの愛称で呼ばれる。モットーは“The Center of Learning”。教育学、作業療法(Occupational therapy)、理学療法(Physical therapy)の分野において高く評価されている。

## 沿革

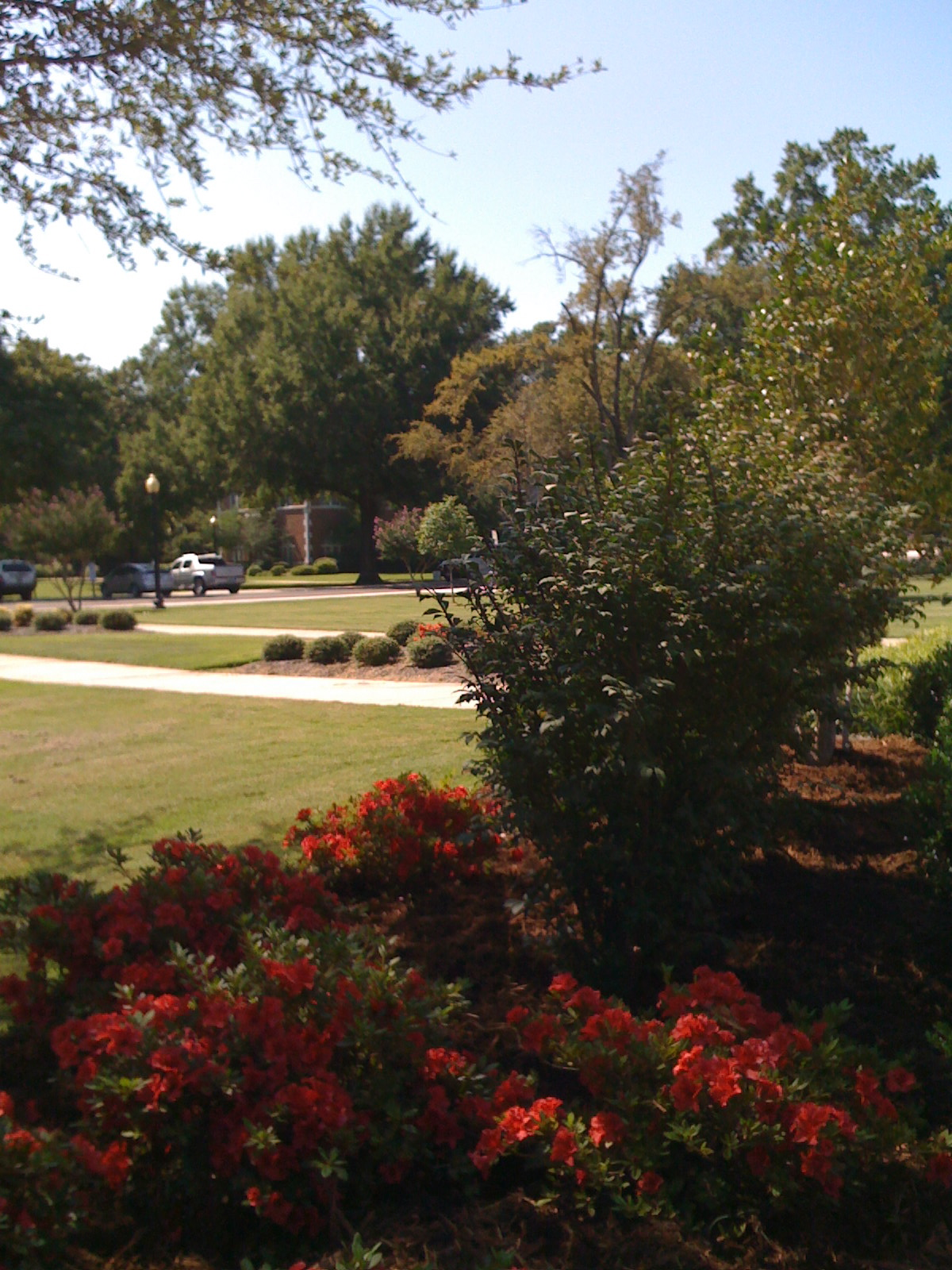
キャンパスのほぼ中央にある花壇

1907年にアーカンソー州議会がアーカンソー州立普通課学校(Arkansas State Normal School)として設立。授業は翌年の1908年に開始され、当初は9つの学部を設けていた。初年度は学生数107名、教授陣7名であった。
1925年、アーカンソー州立普通課学校はアーカンソー州立教育大学(Arkansas State Teachers College)と改名。改名後の名が指すとおり、アーカンソー州立教育大学は州内において、教育者の育成の場としての高い地位を築いた。
1967年1月、アーカンソー州立教育大学は名称をアーカンソー州立大学(State College of Arkansas)と再度改名。教育学部以外の学部も人文学部やヘルスケア部門を中心に発展し、それまでのアーカンソー州立教育大学という名称では学校方針が伝わりにくくなったためである。
その後も学部数を着実に増やしていき、アーカンソー州立大学は1975年1月、州の高等教育管理局からの奨励により、CollegeからUniversityへの名称変更を行い、正式名称をアーカンソー州立大学から中央アーカンソー大学(University of Central Arkansas)とした。実に3度目の校名変更であった。

## 構成

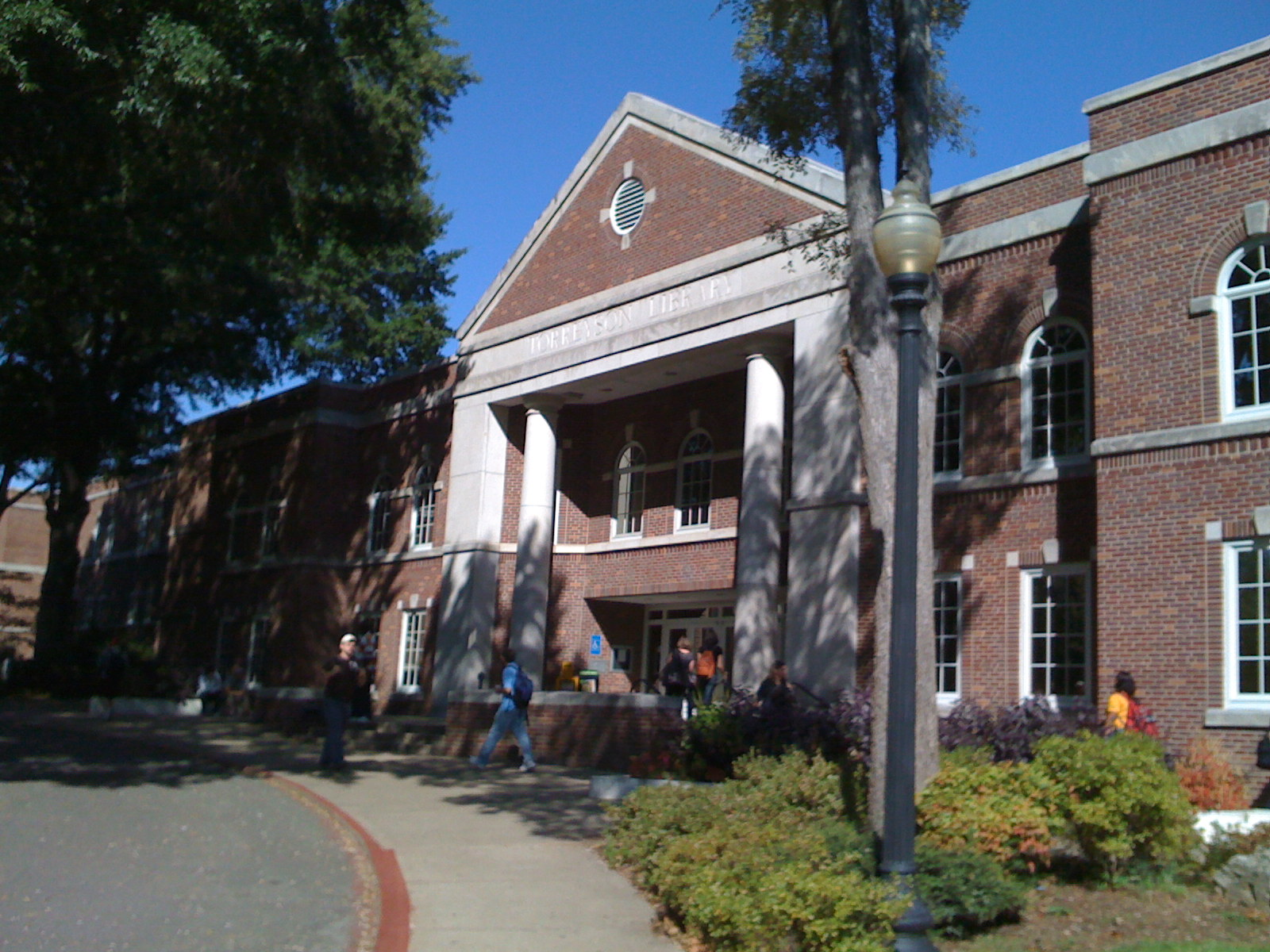
Torreyson Library - 名称は第二代校長Burr Walter Torreysonに由来する

中央アーカンソー大学は6つの学部で構成されており、学生はその6つの学部からは75の学科を選ぶことができる。6つの学部とは：
- College of Business (ビジネス学部)
- College of Education (教育学部)
- College of Fine Arts and Communications (芸術学部、コミュニケーション学部)
- College of Health and Behavioral Sciences (健康学部、行動科学学部)
- College of Liberal Arts (人文学部)
- College of Natural Sciences and Mathematics (自然科学、数学学部)

である。
2006年のUSニューズ&ワールド・レポート(U.S. News & World Report)によると、中央アーカンソー大学は学業面において南部アメリカにある大学中61位であるとされた。設立以来初めて、かつ同州からの公立大学としてはその年唯一のランク入りを果たしたことは中央アーカンソー大学にとって偉業であったといえる。
また、2009年度版の同レポートでは、大学院ランキングで南部で54位とされた。

## 2000年代における学生数の急増
中央アーカンソー大学の学生数は2000年初頭から急増傾向にあり、2002年に約8,500人だった学生数は、わずか4年後の2006年には約45％増しの約12,330人（学部生約10,600人、院生約1,700人）に達した。その後、学生数の増加は落ち着きを見せ、2008年秋学期開始の時点で、学生数は12,959人である。
また、州内、国内の学生数が増加するにつれて、留学生数も著しい増加を見せている。2008年秋の時点で、留学生数は576人である(2004年秋では190人)。これは、全体の学生数のちょうど4％にあたる。ちなみに、同州内最大の学生数(22,863人)をもつアーカンソー大学の留学生数は1,040人(全体の5.4％)である（2007年秋時点）。

## 運動競技において
中央アーカンソー大学は全米大学体育協会(NCAA：National Collegiate Athletic Association の略)のDivision Iにおいて14のスポーツに参加登録しており(アメフトのみCollege Subvisionに参加)、学生選手数は総勢300を超える。男子チームはBears、女子チームはSugar Bearsと呼ばれている。
参加登録している種目は、バスケットボール、サッカー、ゴルフ、クロスカントリー、陸上競技、アメフト(男子のみ)、野球(男子のみ)、ソフトボール(女子のみ)、バレーボール(女子のみ)、テニス(女子のみ)である。

### スコッティ・ピッペン
中央アーカンソー大学出身のスポーツ選手のうち、最も有名になったのは、NBA選手のスコッティ・ピッペン（シカゴ・ブルズ等所属）であろう。当初はチームのマネージャーとして大学に入学したが奨学金を受ける選手に欠員が出たためピッペンが奨学金を得ることとなった（1980年代当時の中央アーカンソー大学はNCAAには所属しておらず、NAIA (National Association of Intercollegiate Athletics) に所属していた）。入学時には187.9センチであった身長は2年時には200.6センチにまで伸び、その後3年間ピッペンはスタメンの座を守り続けた。1987年のNBAドラフト全体5位でNBAのシアトル・スーパーソニックスに入団するが、その後すぐにシカゴ・ブルズにオルデン・ポリニスとの交換で入団する。シカゴ・ブルズ入団後はチームメイトのマイケル・ジョーダンと共に、6度のNBAチャンピオンに輝いている。ピッペンはシカゴ・ブルズの他にヒューストン・ロケッツ（1998年 - 1999年）、ポートランド・トレイルブレイザーズ（1999年 - 2003年）でもプレーし2004年に引退した。シカゴ・ブルズでは、ピッペンが着けていた背番号33番を永久欠番とし、同様に中央アーカンソー大学でも彼の背番号を永久欠番としている。

## 歴代学校長

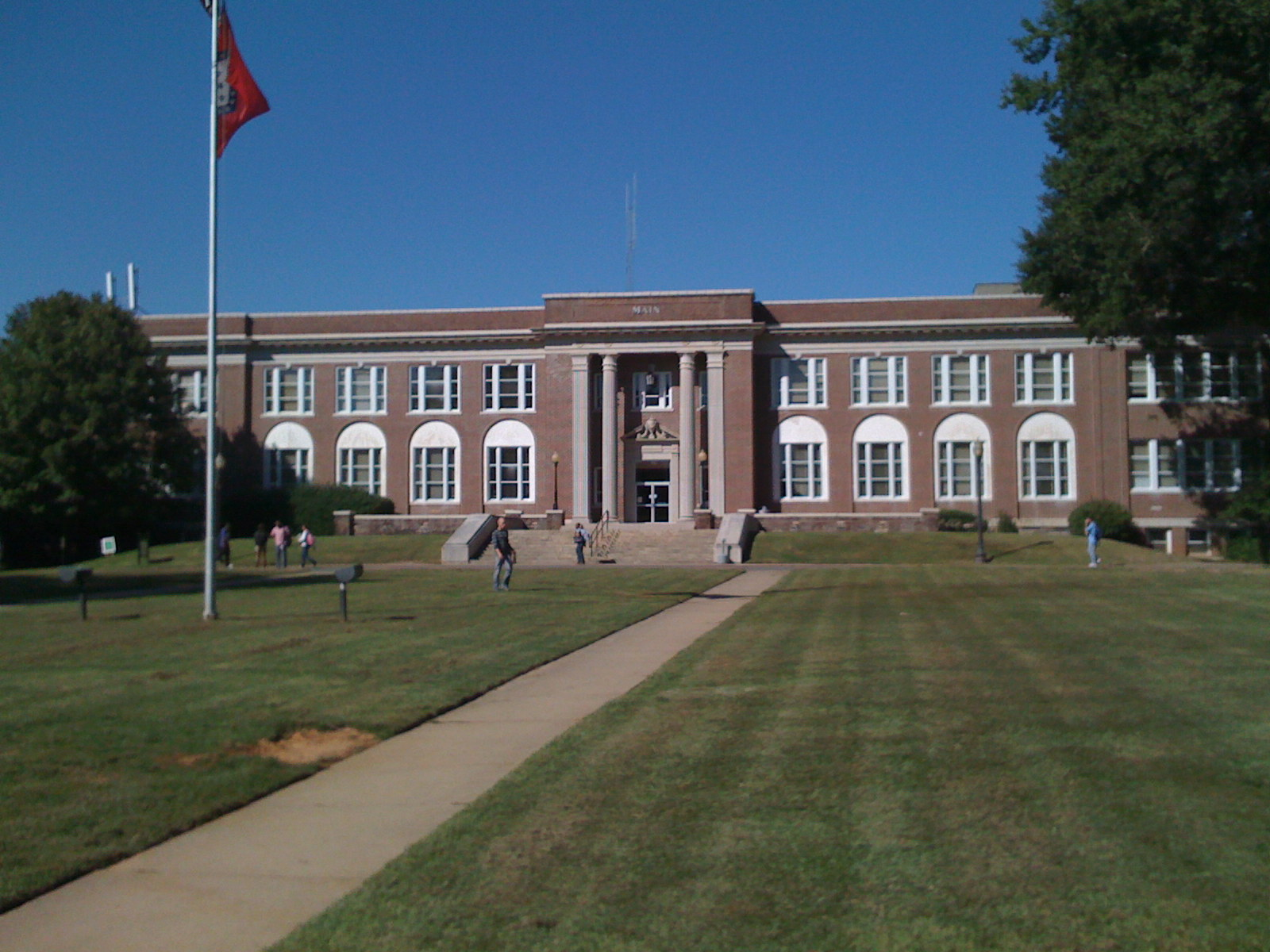
Main Hall - 大学のほぼ中央に位置し、校内で最も古い建物

- John James Doyne 1908 - 1917
- Burr Walter Torreyson 1917 - 1930
- Heber L. McAlister 1930 - 1941
- Nolen M. Irby 1941 - 1953
- Silas D. Snow 1953 - 1975
- Jefferson D. Farris 1975 - 1986
- Winfred L. Thompson 1988 - 2001
- Lu Hardin 2002 - 2008
- Allen Meadors 2009 - 現在

## アメリカン・アイドル
アメリカの人気テレビ番組アメリカン・アイドルシーズン８の優勝者クリス・アレン（Kristopher Neil Allen）はUCAでビジネスを専攻する大学生である（2008年時点）。
2009年5月20日のシーズンファイナルでアダム・ランバートを下して優勝した。

## トリビア
インターネット匿名掲示板の2ちゃんねるの元管理人であり、またニコニコ動画を運営する株式会社ニワンゴ(現・ドワンゴ)の取締役である西村博之（通称：ひろゆき）が、中央大学在学中の1998年夏に中央アーカンソー大学へ留学をしている。

## 2008年のキャンパス内銃撃事件
10月26日の午後9時30分ころ、校内の学生寮近くで銃による殺人事件が発生し、中央アーカンソー大学に通う男子学生2名が死亡、男性1名（学生ではない）が足に銃弾による傷を負った。事件直後から、容疑者4人のうち3人は逃亡していたが、現地時間27日の夜までに容疑者の男性4人(19歳が2人、20歳が2人)は全員警察によって逮捕された。容疑者はいずれも中央アーカンソー大学の学生ではなかった。
事件はCNNなどのテレビニュースを通して全米に報道された。